# Тубар
Тубар (Tubar, Tubare) — мёртвый язык, который был распространён в штате Чиуауа, где общины Рио-Сан-Игнасио и Рио-Урике встречались на юго-западе около границы штатов Синалоа и Сонора, в Мексике. В 1970 году число носителей тубар насчитывалось 100 человек. Язык тубар относился к юто-астекской семье языков.